# École de pilotage de l'Armée de l'air
L'École de pilotage de l'Armée de l'air 00.315 « Général Pierre Jarry » était une école de formation de l'Armée de l'air française située sur la base aérienne 709 Cognac-Châteaubernard dans le département de la Charente. Elle a fusionné le 16 septembre 2020 avec l'École de l'aviation de chasse (EAC 00.314) venant de la base aérienne 705 de Tours, pour former l'École de l'aviation de chasse (EAC 00.315) "Christian Martell" de la base aérienne 709 de Cognac,.

## Historique des écoles de pilotage militaires françaises
La nécessité de former les pilotes dans un cursus militaire est apparue très tôt.
Le camp de Châlons se dote ainsi d'une école de pilotage en 1909 sur avions Farman ; la future base aérienne 122 Chartres-Champhol dispose d'une école la même année. Le terrain de Pau forme très tôt sur avions Blériot.
En août 1911, quatre centres-écoles sont en activité : Châlons, Saint-Cyr-l'École près de Versailles, Avord et Pau.
Au cours de la Première Guerre mondiale, d’autres écoles de pilotage militaires viennent s'ajouter : à Chartres (future base aérienne 122 Chartres-Champhol) et Istres.
À la veille de la Seconde Guerre mondiale, les écoles restent dispersées.
En 1945, l'École de pilotage de l'Armée de l'air est créée, à Cognac.

## École de pilotage de l'Armée de l'air
L'École est située sur la base aérienne 709. Le site militaire est situé sur la commune de Châteaubernard, deux kilomètres au sud de Cognac dans le département de la Charente.

### Historique
En janvier 1938, à la suite de la demande du maire de Cognac, Paul Firino Martell, le ministère de l'Air décide de la création d'un terrain d'aviation sur la commune de Châteaubernard, qui est ensuite baptisé « camp d'aviation de Châteaubernard ».
En 1940, les travaux sont bien avancés à l'arrivée des Allemands qui l'occupent jusqu'en 1944 : ils poursuivent sa construction avec un nouveau poste de commandement et construisent des pistes en dur. Les principales missions de la Luftwaffe sont :
- attaque des convois alliés qui traversent l'océan Atlantique ;
- protection des U-Boote — sous-marins allemands — dans le golfe de Gascogne ;
- école de chasse[Quoi ?] sur bombardier Focke-Wulf Fw 190.

Le 31 décembre 1943, le terrain est bombardé par les Alliés. En août 1944, les infrastructures intactes sont détruites par les Allemands avant leur reprise dans la poche de Royan.

#### École de formation au pilotage de 1945 à 1994
À la libération de la ville de Cognac, celle-ci entreprend de remettre en état le camp afin de permettre à l'aviation des Alliés de réaliser des raids aériens contre les poches de l'Atlantique jusqu'en avril 1945.
En juillet 1945, l'École de pilotage est créée. Le « camp » devient la « base école 705 » et celle-ci forme les pilotes de l'Armée de l'air sur des avions différents.
Fin 1949, l'École de pilotage s'installe à Marrakech au Maroc, alors territoire principalement placé sous protectorat français.
Le 1er janvier 1950, la plate-forme de l'ancienne base école 705 devient la base aérienne 135. Celle-ci reçoit la 33e escadre de reconnaissance qui était implantée à Fribourg. La piste est allongée pour atteindre une longueur de 2 400 mètres.
En 1958, la 92e brigade de bombardement est créée et s'installe sur la base. Cette brigade comprend les escadrilles 1/92 Bourgogne et 2/92 Aquitaine qui sont équipées de Vautour II.
Au début de 1961, l'École de pilotage revient à Cognac, à la suite de l'indépendance du Maroc acquise depuis 1956. Elle est équipée d'avions T-6. Elle devient la « base école 709 » et a pour nouvelle mission d'instruire la plupart des élèves pilotes de l'aéronautique navale française.
En 1965, les T-6 sont remplacés par des avions biréacteurs Fouga CM.170 Magister, mieux équipés et plus adaptés à la formation initiale des pilotes modernes.

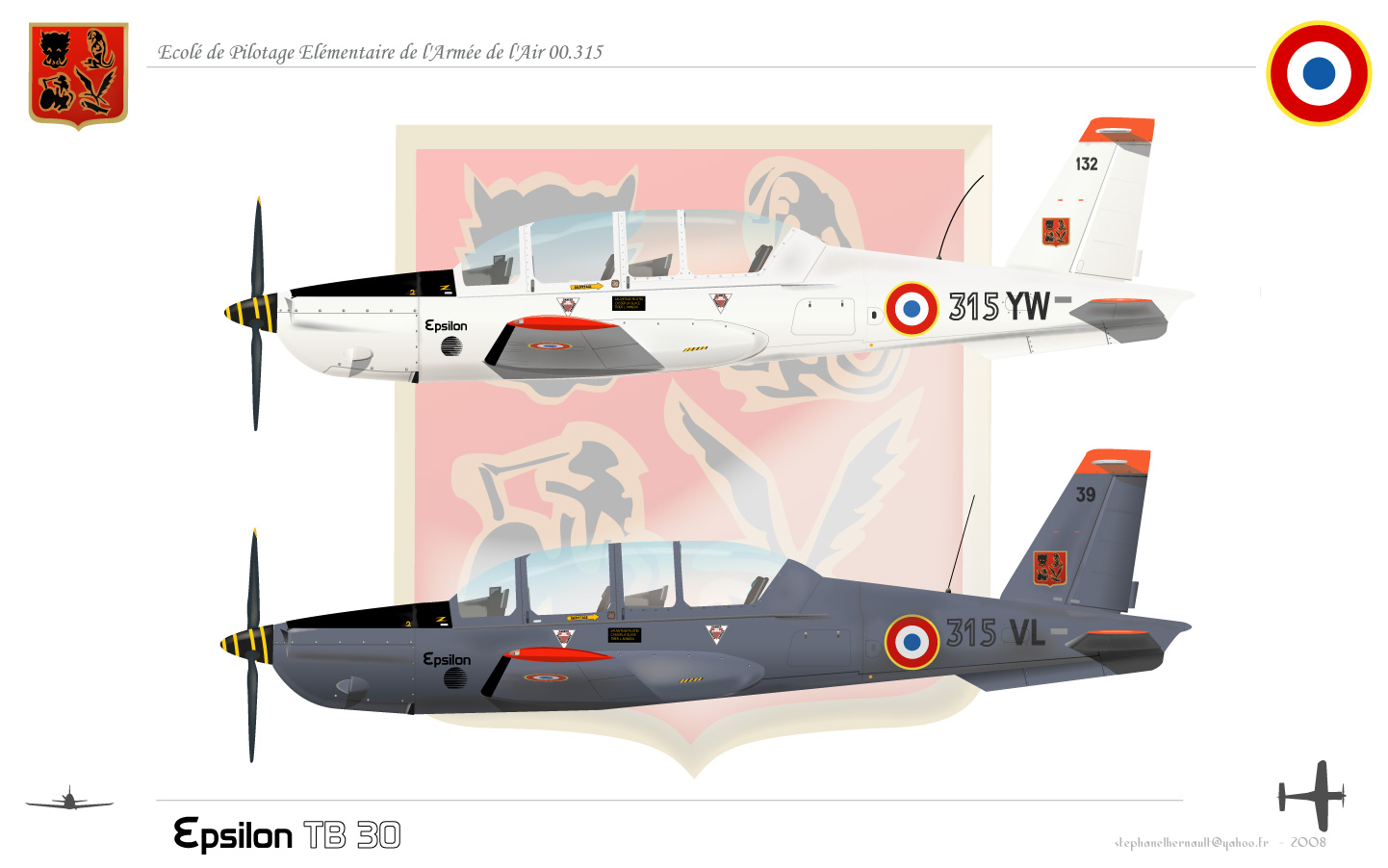
Socata TB-30 Epsilon aux couleurs de l'Ecole de Pilotage Elémentaire de l'Armée de l'Air 00.315

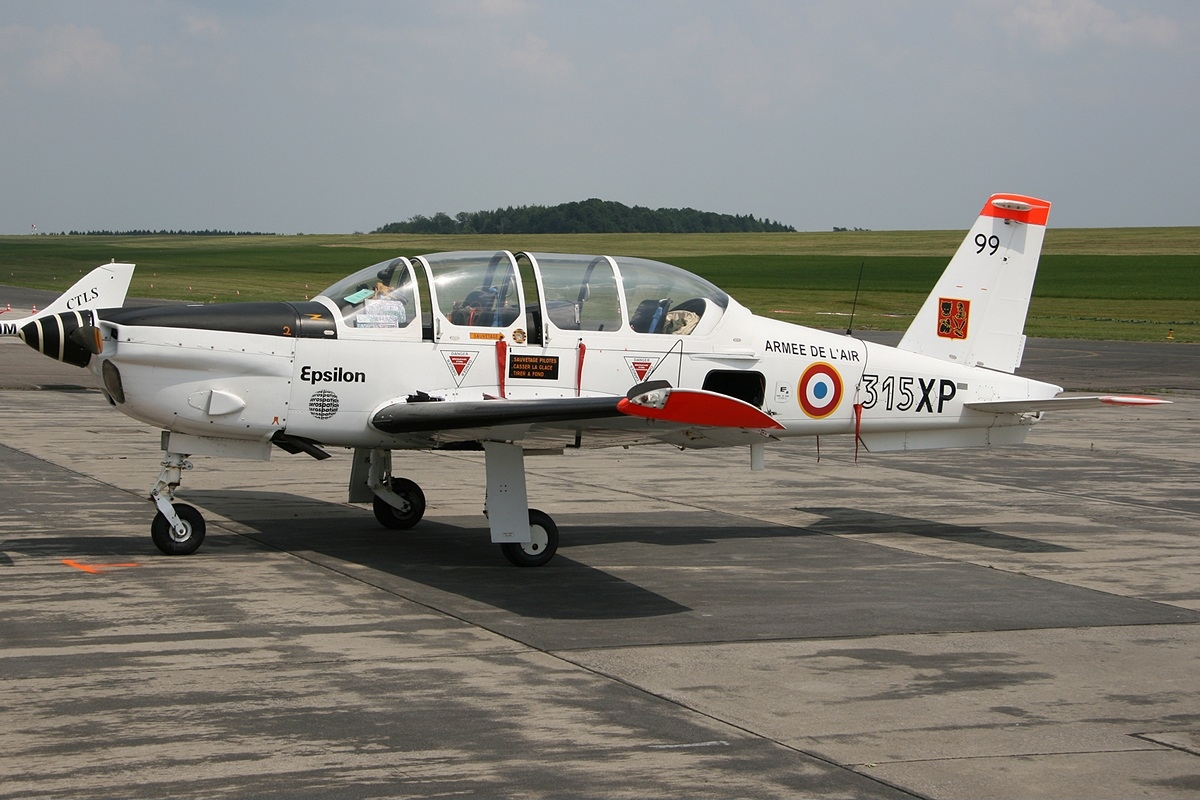
SOCATA TB-30de l'EPAA 315 à Bitburg en 2010

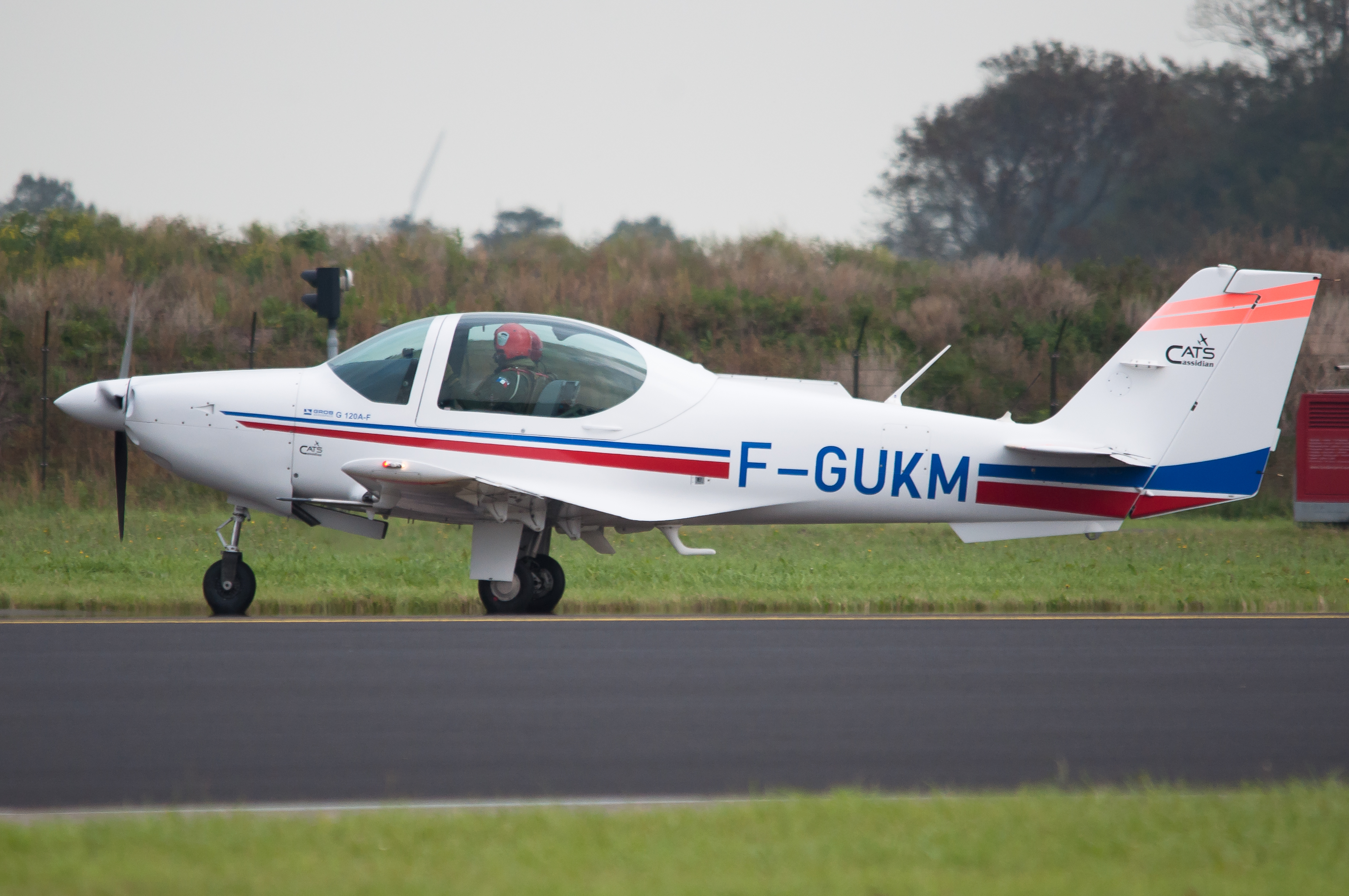
Grob G-120 de l'Ecole en 2011

Depuis juin 1984, les avions Socata TB-30 Epsilon ont remplacé progressivement les Fouga Magister.

#### EPAA de 1994 à 2020
En 1992, la base aérienne prend le nom de baptême « Commandant Ménard », en souvenir du commandant Raoul Ménard.
Le 1er août 1994, l'École est rebaptisée « École de pilotage de l'Armée de l'air ».
En 1995, le Centre de formation des instructeurs pilotes (CFIP) naît de la fusion de l'Escadron de formation des moniteurs et de standardisation (EFMS) et de l'École de formation initiale du personnel navigant (EFIPN).
En septembre 2006, l'Epsilon fête ses 500 000 heures de vol.
En 2007, 18 Grob G 120A-F entrent en service au sein de l'École de pilotage de l'Armée de l'air (EPAA) à Cognac. Cette flotte, externalisée chez Cognac Aviation Training (filiale d'EADS-Socata), remplace les Embraer Tucano et complète le parc d'Epsilon TB-30.
Les deux premiers avions d'entraînement de fabrication suisse Pilatus PC-21 destinés à remplacer les TB-30 Epsilon ont été livrés le 30 août 2018. Le 24 septembre 2019, les avions Socata TB-30 Epsilon sont définitivement retirés du service.
Le 16 septembre 2020, l'EPAA fusionne avec l'école d'aviation de chasse 00.314, venant de la base aérienne 705 de Tours, pour former l'école d'aviation de chasse 00.315 "Christian Martell", à la base aérienne 709 de Cognac.

### Missions

#### Formations des navigants
L'École de pilotage de l'armée de l'air forme les pilotes et les navigateurs officiers systèmes d'armes (NOSA) de l’Armée de l’air, ainsi que de l’aéronautique navale, de la Direction générale de l'armement et parfois de l’aviation légère de l'Armée de terre.
L'École peut accueillir des jeunes stagiaires de pays étrangers.
Elle forme également des élèves moniteurs de simulateurs de vol et peut être amenée à participer au renforcement de la sûreté aérienne lors d’événements majeurs nécessitant la protection du territoire national.
Un nouveau cursus de formation des élèves pilotes et navigateurs baptisé FOMEDEC (Formation modernisée et entraînement différencié des équipages de chasse) est appliqué à partir de 2019.
L'EPAA délivre le brevet de pilote militaire, matérialisé par le "macaron".

#### Normes d'aviation
L’ensemble de la formation de l'École répond aux normes JAR FCL.
L’École de pilotage de l’Armée de l’air détient l’agrément FTO (Flight Training Organisation), accordé par la direction générale de l'Aviation civile (DGAC). Ainsi, les élèves présentent à Cognac l’examen en vol CPL (Commercial Pilot Licence), reconnu par l’aviation civile.

#### Cartouche Doré
De 1989 à 2016, la patrouille acrobatique Cartouche Doré était implantée sur la base 709 de Cognac. Elle se composait de trois avions Socata TB-30 Epsilon.
Après 27 ans d’existence, la patrouille Cartouche Doré est officiellement dissoute le 24 novembre 2016, à l’issue de l'ultime représentation donnée lors d’une cérémonie organisée sur la base aérienne 709 Cognac-Châteaubernard.

### Unités de formation
(juin 2020).

#### Deux escadrons d'instruction en vol (EIV)
Les unités de formation reprennent les traditions d'unités de chasse dissoutes ; à compter du 15 mai 2014 :
- Escadron d'instruction en vol 1/13 Artois (EIV 1/13 Artois) composé des escadrilles SPA 83 Chimère, SPA 100 Hirondelle et SPA 155 Petit Poucet[6].
- Escadron d'instruction en vol 2/12 Picardie (EIV 2/12 Picardie) composé des escadrilles SPA 173 Oiseau de paradis, SPA 172 Perroquet rouge et EALA 9/72 Petit Prince.

Ces deux escadrons sélectionnent et forment les futurs pilotes et navigateurs de l'Armée de l'air et de l'aéronautique navale sur les avions-école Grob G120A-F et Pilatus PC-21.
En fonction des besoins de l’Armée de l’air, des résultats obtenus et de leurs aspirations, les élèves-pilotes sont orientés soit vers la spécialité « chasse » soit dans celle du « transport. »
Les élèves orientés dans la filière « chasse » restent à Cognac quinze semaines supplémentaires pour y suivre le stage de pré-spécialisation « chasse. »
Le 2 octobre 2018, le Général Philippe Lavigne, alors chef d'état-major de l'Armée de l'air, se rend à la Base aérienne 709 pour marquer les débuts officiels de l'avion-école suisse Pilatus PC-21 destiné à remplacer les avions SOCATA TB-30 Epsilon de l'EPAA et les Alphajet de l'Ecole d'aviation de chasse de Tours. Dix-sept avions sont livrés à l'EPAA et à l'école d'aviation de chasse (EAC), toutes deux regroupées à Cognac le 16 septembre 2020.

#### Centre de formation des instructeurs pilotes (CFIP)
Le 1er septembre 2004, le Centre de formation des instructeurs pilotes (CFIP) s'installe à l'École de pilotage de Cognac. Il est chargé de sélectionner le personnel navigant de l'Armée de l'air. Chaque année, plusieurs candidats effectuent une phase de sélection en vol qui dure cinq semaines. Ils réalisent une dizaine de vols d'évaluation en place avant.
Le 15 mai 2014, il devient CFIP 1/11 Roussillon composé des escadrilles "Masque de tragédie" et "Masque de comédie."